# Saison 7 de Magnum
Chronologie
Saison 6 Saison 8
Cet article présente le guide des épisodes de la septième saison de la série télévisée américaine Magnum.

## Saison 7 (1986-1987)
Haut de page